# (4437) Yaroshenko
(4437) Yaroshenko – planetoida z grupy pasa głównego asteroid okrążająca Słońce w ciągu 3,75 lat w średniej odległości 2,41 j.a. Odkryła ją 10 kwietnia 1983 roku Ludmiła Czernych w Krymskim Obserwatorium Astrofizycznym w Naucznym. Jej nazwa pochodzi od Nikołaja Jaroszenki – rosyjskiego malarza (1846–1898).